# メール＝レ＝バン
メール＝レ＝バン（フランス語：Mers-les-Bains）は、フランス北部のオー＝ド＝フランス地域圏、ソンム県にあるコミューン。

## 地理

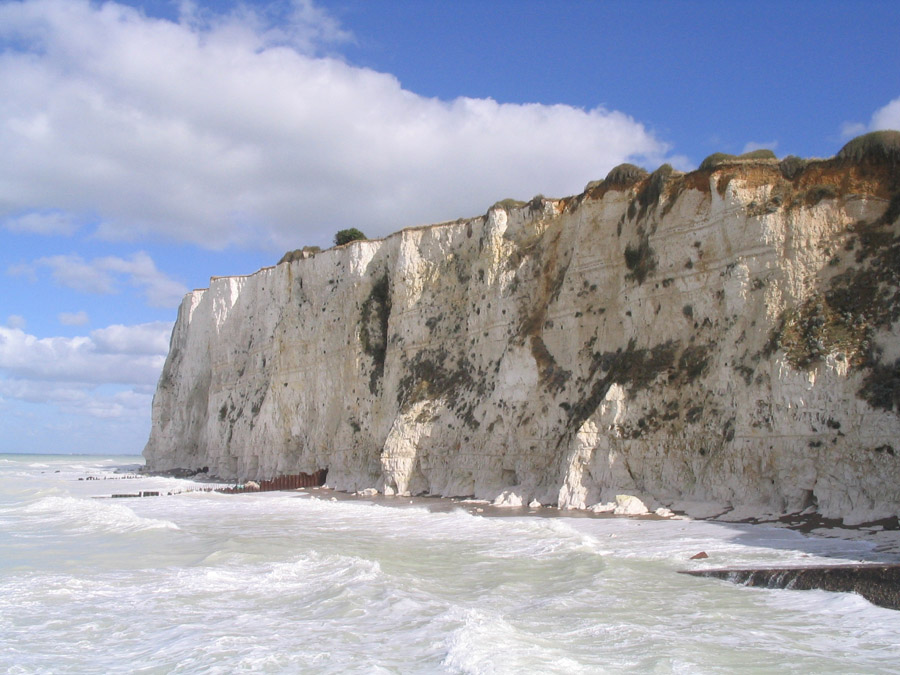
白亜の断崖

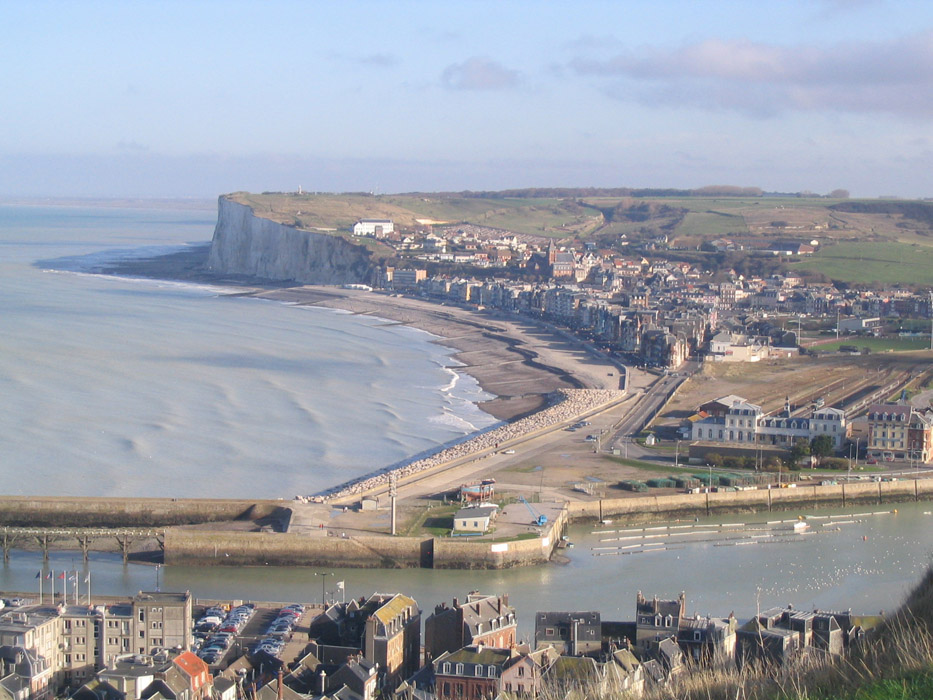
ル・トレポールから撮った町のパノラマ

メール＝レ＝バンは、D1015上にあり、アブヴィルの40kmほど西に位置している。ソンム川の河口で、イギリス海峡に面している。ピカルディ地域圏とオート＝ノルマンディー地域圏の境界でもある。干潮時には、高い崖の下に、1kmほどのビーチが現れる。崖からは、ノートルダム寺院などを見渡すことができる。町は、ウーやル・トレポールに隣接している。メール＝レ＝バンは、コミューン間協力公施設法人のコミュニティに属している。

## 歴史

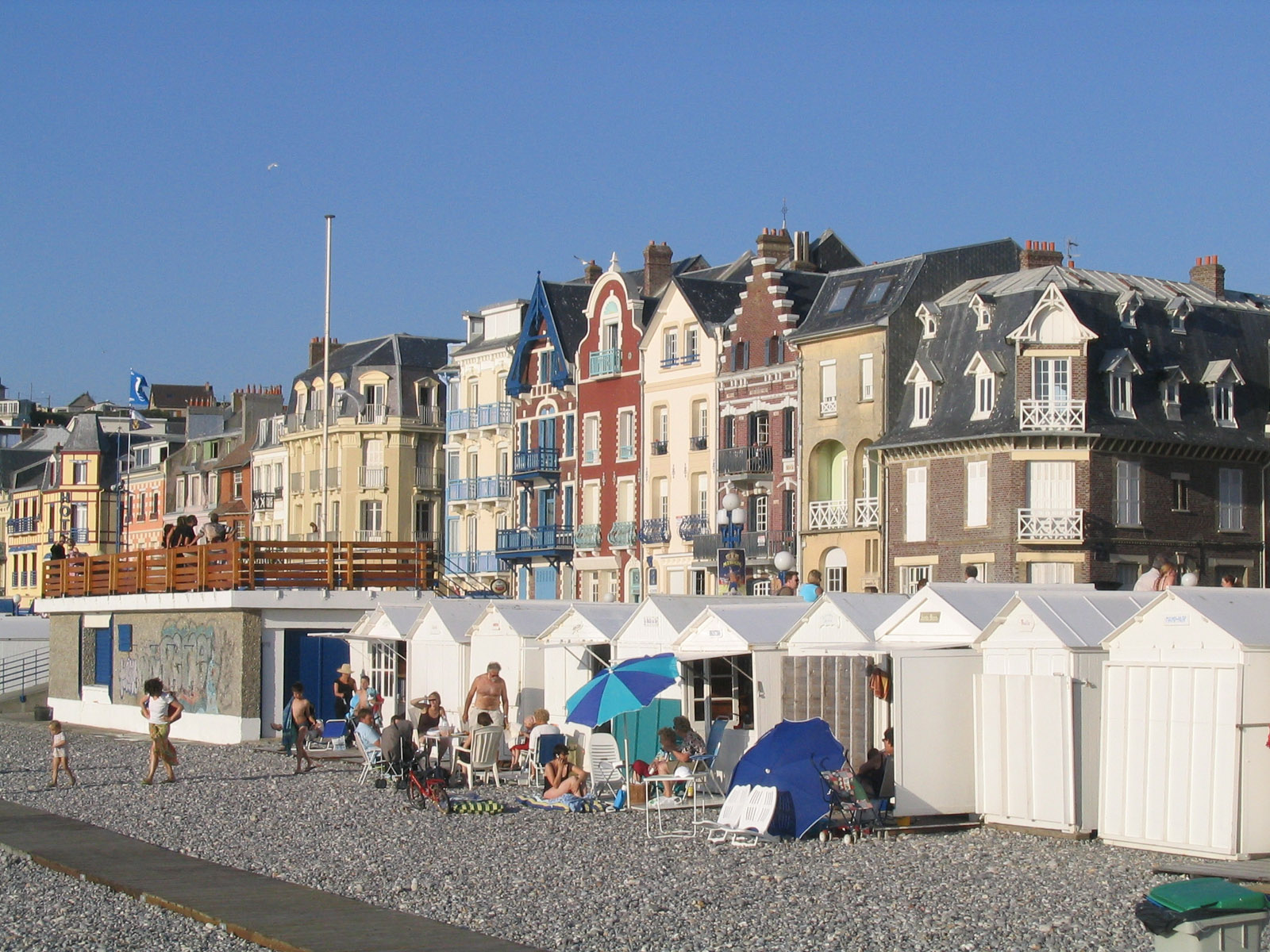
ビーチの小屋と別荘

旧石器時代と、新石器時代には、ローマ神話の神マールスの名誉をたたえた寺院が造られた。1860年ごろには、漁村でファッションが爆発的に行した。1872年にはフランス北部鉄道が開通したー領主として知られていた貴族が1家か2家あり、石の中に刻んだ盾形の紋章は、ミトン家と現在の市長のオフィスの1つを飾る。この紋章は、1962年12月に採用され、今日の町の公式な紋章となっている。リュカ家、トルシー家、メール＝レ＝バンの領主は、全て古文書の中で触れられている。
この町は、もともと小さな漁港だったが、パリからル・トレポールまで鉄道が建設されると、発展した。パリからこの鉄道で、3時間で町へ行くことができ、海水浴などを楽しむことができた。町の景観を守るため、プラスチックのドアや、ローラーシャッターは禁止されている。

## 人口
| 年 | 1962 | 1968 | 1975 | 1982 | 1990 | 1999 | 2006 |
| --- | ---- | ---- | ---- | ---- | ---- | ---- | ---- |
| 人口 | 3834 | 4107 | 4628 | 3945 | 3540 | 3394 | 3530 |
| 1962年より複数のコミューンに居住地を持つ住民(例:学生、軍人)を2人として数えるのを中止し1人とのみカウントしている。 |      |      |      |      |      |      |      |

## 名所

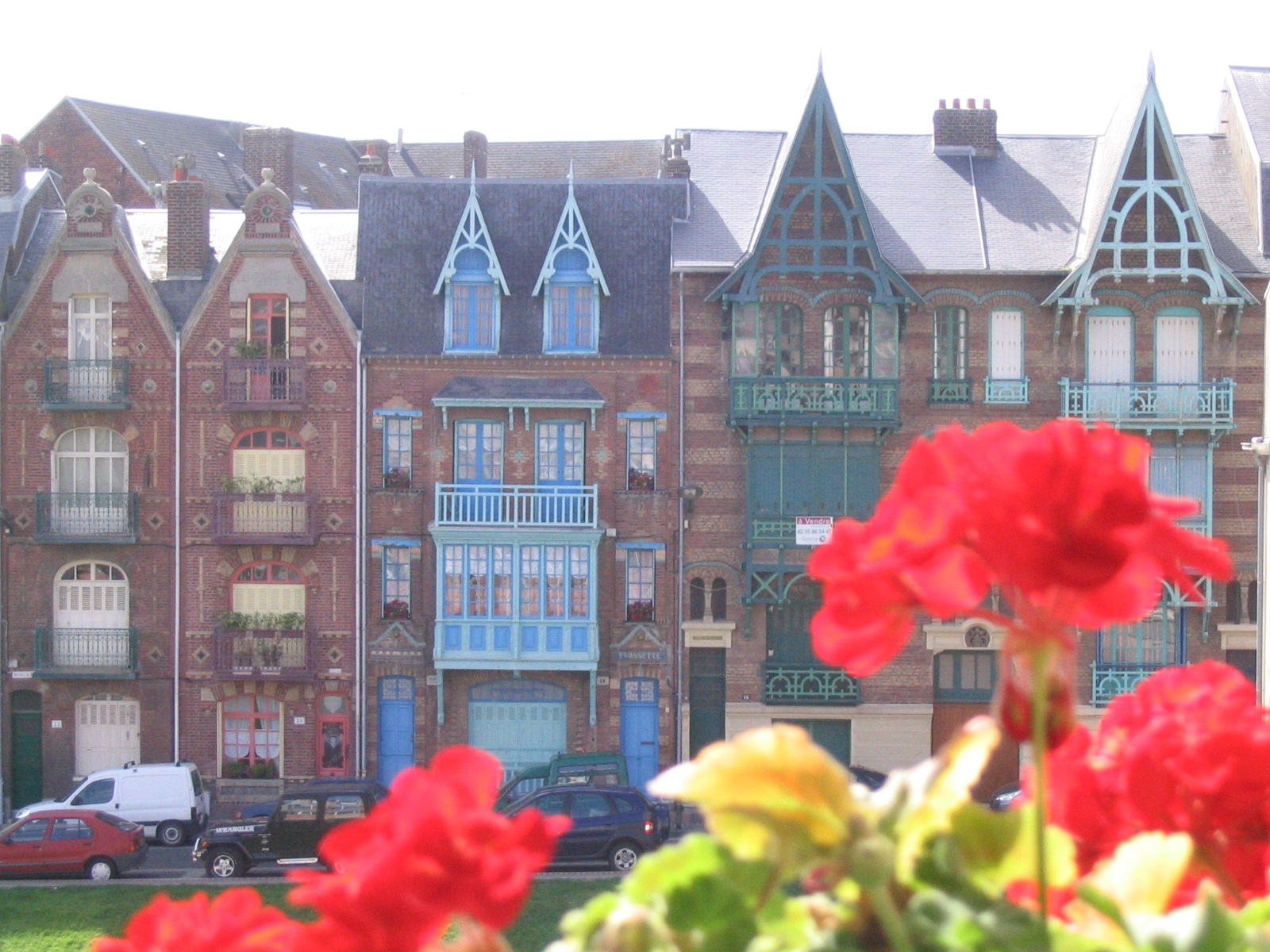
特有の設計の建物が多い町

- 4つのガーゴイルで飾られたサン・マクシマンの十字架像
- 崖の上に建つノートルダム像
- 戦争記念碑：楓の葉は、カナダ軍によって町が解放されたことを表す

## 人物

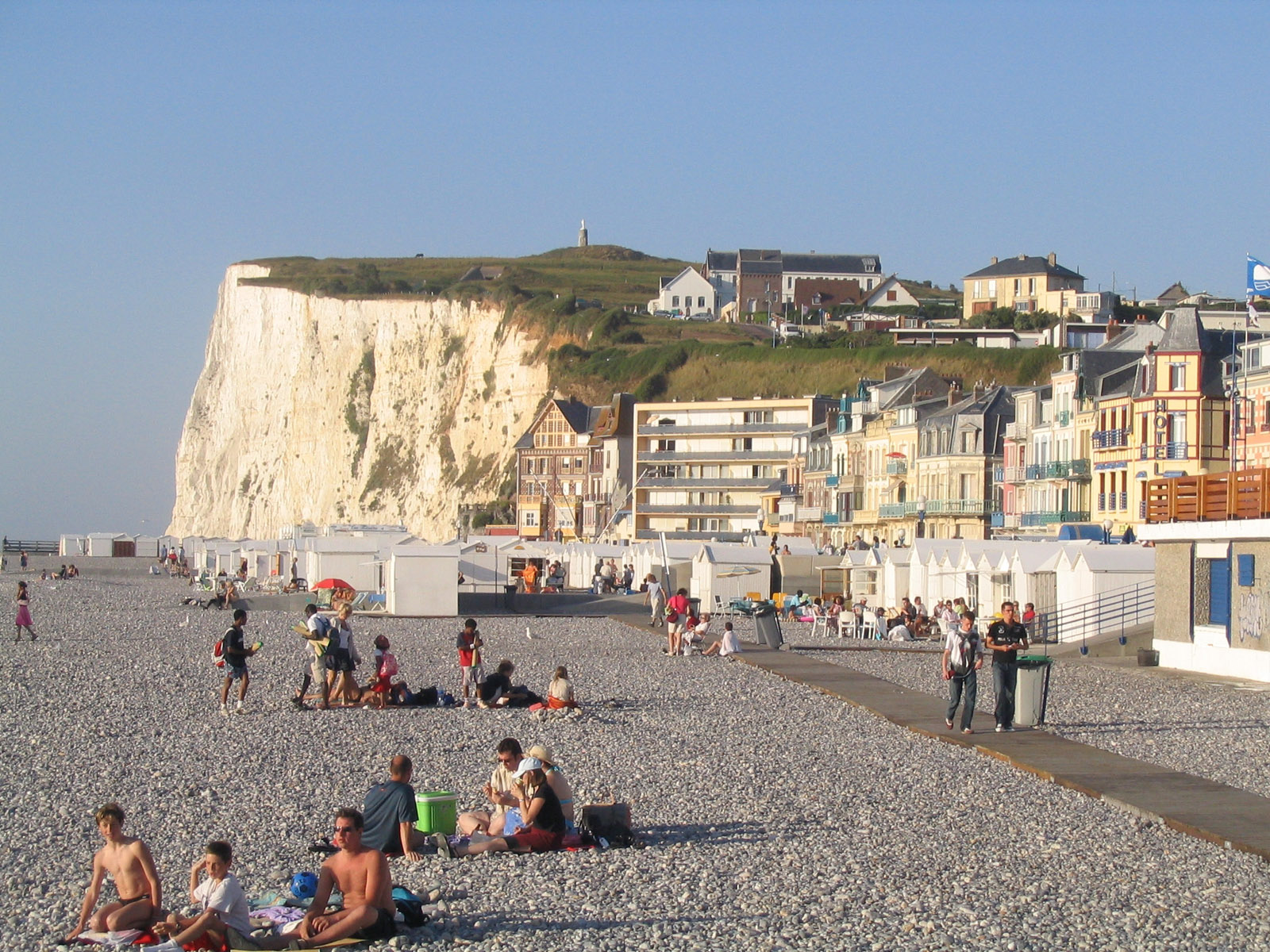
海岸の遊歩道

- ジュール・ヴェルヌ：彼の家族と、休暇でここを訪れた。
- ヴィクトル・ユーゴー：彼のここで夏をすごしたことについて書いた。
- ギュスターヴ・エッフェル：休暇でここを訪れた。
- ウジェーヌ・ダビ（フランス語版）：彼はここで生まれた。
- アントワーヌ・ヴォロン：彼の息子と数年ここに住んでいた。
- ピエール・ルフォール（フランス語版）：彼はここで生まれた。
- フェルナン・ファーブル（フランス語版）：俳優を引退した後、ここに住んでいた。
- フランソワ・コペ：かつてここで働いていた。
- オギュスタン・シャントレル（英語版）:彼の出身地である。
- ベルナール・ラヴァレット（フランス語版）:妻とともに、週末をここで過ごしている。

## 産業・観光
町の最大の産業は、世界でも最先端の香料ボトルを生産するサンゴバンのガラス製品だ。また、町は海岸のリゾートの評判にも頼っている。名誉ある「The pavillon bleu d'Europe」の賞を2006年に受賞している。町の別荘は毎年新しく建造され、町は成長を続けている。

## 洪水
メール＝レ＝バンは、定期的に洪水に悩まされている。軍は、洪水を食い止めるため、土嚢を使って守っていた。現在は、洪水から町を守るために、3つの障壁が建てられている。これは崖の下に置かれ、岩などでできている。

## 生物
セグロカモメやユリカモメの両方は、空で豊富に見つけることができる。また、ムラサキイガイ、様々なカニ、エビやクルマエビも生息する。